# Juan Manuel Servín
 (février 2023).
Juan Manuel Servín est un écrivain mexicain né en 1962 à Mexico, auteur notamment de Chambres pour personnes seules, Por amor al dólar et d'Al final del vacío .